# Harry van der Velde
Hendrik Cornelis (Harry) van der Velde (Rotterdam, 1908 - aldaar, 1977) was een Nederlands accordeonist, die vooral bekend is geworden als lid van The Three Jacksons.

## Biografie
Van der Velde begon in 1925 als beroepsmuzikant. In dat jaar startte hij met Jack Willard in Rotterdam het  accordeonduo The Two Willards. In de zomer van 1940 richtte hij samen met Piet Koopmans en Piet van Gorp het accordeontrio The Three Jacksons op. In het begin speelde hij naast accordeon ook saxofoon, later werd dat definitief het accordeon. Van der Velde overleed in 1977 op 68-jarige leeftijd.